# José Matía Calvo
José Matía Calvo (Llodio, 6 de junio de 1806 - Cádiz, 29 de mayo de 1871) fue un empresario y filántropo español que fundó en Cádiz una compañía para el comercio con Filipinas. En su testamento estableció que con su cuantiosa herencia se fundaran dos asilos, uno en Cádiz y otro en San Sebastián. Los albaceas del testamento cumplieron su voluntad.

## Biografía
Nació en Llodio,  provincia de Alava en 1806. Pasó su infancia en Pasajes (Guipúzcoa)
En 1821 comenzó a trabajar en Filipinas como dependiente en una casa comercial.
Regresó a Cádiz en 1841 y junto con varios socios, fundó una empresa radicada en Cádiz   bajo la razón social de Matia, Menchacatorre y Compañía dedicada principalmente a la exportación de sedería y ampliándolo a varios ramos como comercio por cuenta propia de  productos  al  por  mayor como el tabaco o el traslado de personas como mano de obra a Cuba.  Para estos menesteres disponían de una flota de  barcos, como las fragatas «Colón», «Mariveles», «Bella vascongada», «Teide» y «Cervantes».
Una vez disuelta la sociedad en 1859,  José Matía continuó los negocios por cuenta propia como inversor  inmobiliario  e  industrial,  accionista  de  entidades bancarias,  socio  fundador  de  la  sociedad  anónima  mercantil  aseguradora  Lloyd- Gaditano etc.
Falleció en Cádiz, donde residía, en 1871
Siendo soltero y sin hijos, dedicó toda su herencia a «recoger y hallar segura subsistencia durante los días de su vida y ser asistidos en sus enfermedades, a los ancianos o impedidos absolutamente para el trabajo”. Para ello fundó sendos  asilos en Cádiz y San Sebastián.
Ambas Fundaciones continúan a día de hoy con su función original, si bien bajo modelos organizativos y de gestión adaptados a la realidad actual; Fundación Matía es hoy en día un centro avanzado en atención geriátrica y el Centro residencial de Cádiz es gestionado mediante un Patronato en el que, junto a la Fundación original, participan las instituciones públicas.
Tiene dedicadas en su memoria una calle de San Sebastián y otra de Cádiz.

## Obras filantrópicas

### Asilo de San José
Las obras comenzaron en 1883 bajo los planos y dirección del arquitecto  Cayetano Santolalla. Se inauguró en 1885.
Las necesidades del establecimiento para dar amplitud a sus jardines y construir algunas dependencias, hicieron que se le agregaran en 1900 los 348 metros cuadrados que tenía la calle de Cabildo.
Actualmente pervive la residencia Matía Calvo. 

### Asilo Matía de San Sebastián
El 16 de diciembre de 1889 se inauguró en San Sebastián el Asilo Matía, situado en el valle de Ibaeta. Fue edificado por el arquitecto municipal José Goicoa.
Ricardo Bermingham fue el encargado de llevar á feliz término los deseos del fundador y la dirección y gobierno interior del Asilo se confió a las  de Hijas de la Caridad de San Vicente de Paúl.
En un principio disponía de  veinte plazas para hombres y veinte para mujeres.
Actualmente en San Sebastián pervive el  Hospital Geriátrico General, de 400 camas, regido por la Fundación «José Matía Calvo», la misma que creara el asilo.
En sus inicios, para ingresar en ambos asilos se debían cumplir unos requisitos:
1ª.- Profesar la religión católica, apostólica romana.
2ª.- Ser naturales y vecinos de esta ciudad de San Sebastián, de la de Cádiz o del pueblo de Llodio en la provincia de Álava.
3ª.- Haber cumplido la edad de sesenta años o hallarse imposibilitado para el trabajo, 
4ª.- Ser de buenas costumbres. 